# Mermin Mawr
Merfyn ou  Mermin Mawr (mort en 682) était un roi breton de l'île de Man à la fin du VIIe siècle.

## Origine
Sa généalogie est détaillée dans les Harleian genealogies: [I]udgual map Tutagual (III) map Anarant map Mermin map Anthec map Tutagual(II) map Run map Neithon map Senill map Dinacat map Tutagual(I) map Eidinet map Anthun map Maxim guletic qui occidit gratianum regem romanorum
et dans le manuscrit des Généalogies du Jesus College MS. 20: Elidyr m Celenion merch Tutwal (III) tutclith m Anaraud Gwalchcrwn m Meruyn mawr m Kyuyn m Anllech m Tutwal (II) m Run m Neidaon m Senilth hael. Tryd hael or gogled. Senilth m Dingat m Tutwal (I) m Edneuet m Dunawt m Maxen wledic. val y mae vchot.
Son surnom « Mawr », et le nom de « Cynin » sont omis dans les Harleian genealogies, les noms Cynin et Anllech sont douteux du fait de l'incohérence des deux textes

## Contexte
Sa lignée à pour origine Ednyfed ab Annun ap Macsen Wledig et c'est peut-être sa mort qui est mentionnée dans les Annales d'Ulster dans une entrée qui relève  « la bataille de Ráith Mór Maigi Lini contre les Britons, dans laquelle Cathassach mac Máele Cáich, roi de Dál nAraidi, tombe au côté d'Ultán fils de Dícuill et le meurtre de Muirmen en captivité (?) » . Ces éléments suggèrent qu'il régnait sur l'île de Man bien que les premières générations de ses ancêtres soient originaires du Galloway car selon Bède le Vénérable le roi Edwin de Northumbrie avait conquis l'Île de Man , mais à la fin du siècle l'île est occupé par des princes brittoniques qui mènent des expéditions de pillage sur les côtes d'Ulster et du Leinster Enfin Merfyn est le père d'Anaraud Gwalchcrwn et l'ancêtre en ligne féminine de Merfyn Frych ap Gwriad.

## Source
- (en) Peter Bartrum, A Welsh classical dictionary: people in history and legend up to about A.D. 1000, Aberystwyth, National Library of Wales, 1993 (ISBN 9780907158738), p. 541 MERFYN MAWR. (d.682)